# Jacques Despériers de Lagelouze
Cet article possède un paronyme, voir Desperriers.
Jacques Despériers de Lagelouze est un homme politique français né le 27 décembre 1767 à Clermont (Landes) et décédé le 14 mars 1842 à Cauneille (Landes).
Propriétaire terrien, lieutenant-colonel des gardes de Charles X, il est député des Landes de 1820 à 1827, siégeant à droite et soutenant les gouvernements de la Restauration.

## Sources
- « Jacques Despériers de Lagelouze », dans Adolphe Robert et Gaston Cougny, Dictionnaire des parlementaires français, Edgar Bourloton, 1889-1891 [détail de l’édition]